# Barta István (villamosmérnök)
Barta István (Budapest, 1910. május 22. – Budapest, 1978. április 10.) Kossuth-díjas magyar villamosmérnök, egyetemi tanár, a Magyar Tudományos Akadémia rendes tagja. Fő kutatási területe a rádió- és televízió-vevőkészülékek működési elve és elektroakusztikai kérdései voltak, különösen jelentősek a televíziós képátviteli technika fejlesztése terén elért eredményei. Oktatás- és tudományszervezői munkássága szintén jelentős: első vezetője volt a budapesti műegyetem híradástechnikai tanszékének (1949–1972), alapító tagja és elnöke (1953–1974) a Híradástechnikai Tudományos Egyesületnek.

## Életútja
Barta (Fuchs) Sándor mérnök, építési vállalkozó és Benedek Jozefa fia, izraelita felekezetű család sarja. A Budapesti V. Kerületi Bolyai Főreáliskolában tette le érettségi vizsgáit 1928-ban, majd megkezdte felsőfokú tanulmányait, s a bécsi, brnói és karlsruhei műegyetemek hallgatója volt. Villamosmérnöki képesítését 1933-ban, műszaki doktori oklevelét 1934-ben szerezte meg a Karlsruhei Műszaki Egyetemen. 1934-től 1938-ig az Ericsson Magyar Villamossági Rt. tervezőmérnöke volt, majd 1938-tól az Egyesült Izzólámpa és Villamossági Rt. alkalmazásában állt, előbb mint a televízió-kutatólaboratórium fejlesztőmérnöke, 1945-től mint a nagyfrekvenciás osztály vezetője. 1948–1949-ben az Orion Rádió és Villamossági Vállalat műszaki igazgatói posztját töltötte be, majd 1949-től 1952-ig a Távközlési Kutató Intézet osztályvezetője volt. Ugyancsak 1949-ben nevezték ki a Budapesti Műszaki Egyetemre, ahol 1972-ig a vezeték nélküli híradástechnikai – 1952 után híradástechnikai – tanszék első tanszékvezető egyetemi tanára volt. Ezzel párhuzamosan 1957-től 1960-ig a műegyetemen a villamosmérnöki kar dékáni feladatait látta el, 1960-tól 1963-ig pedig oktatási rektorhelyettes volt. Híradástechnikai katedrája átadását követően 1972-től 1974. decemberi nyugdíjba vonulásáig a műegyetemi tanszékek összefogásából újonnan alakult Híradástechnikai Elektronikai Intézetben folyó kutatómunkát irányította alapító igazgatóként.

## Munkássága
Elsősorban a rádió- és televízió-vevőkészülékek működési elvével és elektroakusztikai vonatkozásaival, a színes televíziózás elektronikai kérdéseivel, erősítők és elektromos műszerek fejlesztésével, impulzustechnikai problémákkal foglalkozott.
Karslruhei műegyetemi évei alatt a mikrofonok tranziens kényszerrezgését (gerjedését) vizsgálta. Az Ericsson mérnökeként az 1930-as években elsősorban rádió-vevőkészülékek és rádiófrekvenciás mérőberendezések fejlesztésével foglalkozott. Az Egyesült Izzó alkalmazásában Magyarországon elsőként épített ki zárt láncú televíziós hálózatot, valamint részt vett az ultrarövid- és mikrohullámú elektroncsövek működési elvének kidolgozásában. Később, 1946-ban elsődleges feladata az Egyesült Izzó Bay Zoltán irányította Hold-reflexiós kísérleteiben való részvétel volt, amelynek során a Holdról visszavert jelek kibocsátására és elfogására alkalmas rádiólokátort építettek ki. A második világháborút követő időszakban jelentősen hozzájárult a magyarországi elektromosműszer-ipar megteremtésében, közreműködött az állomáskereső nélküli néprádió kifejlesztésében (1949). Pályája későbbi szakaszában a televíziós berendezések áramköri kérdéseit vizsgálta, elektroncsöves fekete-fehér televízió-vevőkészülékeket fejlesztett, kísérletileg igazolta a műsorszórás horizonton túli terjedését. Közreműködött a televíziós berendezések ipari gyártásának beindításában, az 1960-as évektől pedig behatóan vizsgálta a színes televíziózás elektronikai kérdéseit.
Munkásságának egyedi vonulata az elektroakusztikai eszközök humánélettani és pszichikai hatásainak vizsgálata. Kutatásai alapján bemérte és meghatározta az optimális audiális élmény (pl. zenehallgatás) eléréséhez szükséges, a rádióhullámmal szembeni frekvencia- és amplitúdókövetelményeket. Behatóan foglalkozott a torzítás kompenzálására alkalmas akusztikai kiegyenlítődési folyamatokkal is.
Oktatás- és kutatásszervezői tevékenysége szintén jelentős volt. Tevékenyen közreműködött a Távközlési Kutató Intézet 1949-es megszervezésében, amelynek később igazgatója is volt. Szintén részt vett az Állami Műszaki Főiskola 1947-es megalapításában, ahol törekvéseinek köszönhetően Magyarországon megindulhatott a híradástechnikusok képzése. Nevéhez fűződik számos egyetemi tankönyv, jegyzet megírása; a rádió-vételtechnika, a televíziótechnika, az elektroncsövek, az elektronikus mérések és az impulzustechnika tárgyak előadása évtizedekig az ő jegyzetein alapult.

### Szervezeti tagságai és elismerései
1949-ben a Magyar Tudományos Akadémia levelező, 1976-ban rendes tagjává választották; részt vett a Tudományos Minősítő Bizottság munkájában, elnöke volt az elektrotechnikai szakcsoportnak, tagja a műszerügyi és a híradástechnikai bizottságoknak. 1949-ben egyik fő szervezője és alapító tagja volt a Híradástechnikai Tudományos Egyesületnek, amelynek tevékenységét 1953-tól 1974-ig elnökként irányította, 1974 után pedig tiszteletbeli elnöke volt. Emellett a Műszaki és Természettudományi Egyesületek Szövetségének elnökségi munkájában is részt vett. 1967-ben a Lengyel Tudományos Akadémia külső tagjává választották.
Az 1956-ban megjelent Rádiókészülékek és erősítők című tankönyvéért 1957-ben megkapta a Kossuth-díj második fokozatát. A legmagasabb híradás-technikai elismeréssel, a Puskás Tivadar-díjjal kétszer is kitüntették (1960, 1975). Emellett díjazottja volt a Kiváló Dolgozó elismerésnek (1948), az Oktatásügy Kiváló Dolgozója címnek (1959) és a Munka Érdemrend arany fokozatának (1965, 1970) is.

### Főbb művei
- Elektroncsövek: A Budapesti Műszaki Egyetem villamosmérnökhallg. részére. Budapest: Tankönyvkiadó. 1951.
- Rádióvételtechnika. Budapest: Tankönyvkiadó. 1951.
- Televízió. Budapest: Tankönyvkiadó. 1951.
- Bevezetés a gyengeáramú mérésekbe. Budapest: Tankönyvkiadó. 1951.
- A távolbalátás alapjai I–III. Budapest: Felsőoktatási Jegyzetellátó. 1953.   (Barát Zoltánnal)
- Központi televíziós jelkeltő generátor: Szinkrongenerátor. Budapest: Mérnöki Továbbképző Intézet. 1954.
- Képfelvevő és képvisszaadó katódsugárcsövek. Budapest: Mérnöki Továbbképző Intézet. 1954.
- Rádiókészülékek és erősítők: Egyetemi tankönyv. Budapest: Tankönyvkiadó. 1956.
- Híradástechnika. Budapest: Terra. 1964.  512 o.  (Kozma Lászlóval)

## Emlékezete
Mellszobrát 2010 novemberében avatták fel a Budapesti Műszaki és Gazdaságtudományi Egyetem informatikai épületében.